# ホウオウイクセル
ホウオウイクセル（欧字名:Ho O Ixelles、2018年4月16日 - ）は、日本の競走馬。2021年のフラワーカップの勝ち馬である。
馬名の意味は、冠名＋ベルギーの地名。

## 戦績
- 特記事項なき場合、本節の出典はJBISサーチ[3]

2020年10月25日、新潟競馬場での2歳新馬戦でデビューし、3着。2戦目で初勝利を挙げる。3歳初戦となった1月11日のフェアリーステークスでは道中後方からの競馬となり、ファインルージュの2着。3月20日のフラワーカップでは道中好位からの競馬で直線で早めに抜け出すと最後はエンスージアズムに1馬身4分の1差をつけ、重賞初制覇を果たした。桜花賞はソダシの9着に終わり、優駿牝馬は飛節や馬体重に不安があったことから回避した。
桜花賞以来、5か月ぶりの実戦となった紫苑ステークスはスタートで出遅れてしまい、13着と惨敗に終わった。続く秋華賞でも出遅れてしまい最後方のまま最下位の16着に終わった。
4歳となった2022年は7月30日の関越ステークスで復帰。道中好位の4番手で追走も直線で伸びを欠いて5着に敗退する。10月23日の新潟牝馬ステークスでは中団のやや後ろからしぶとく脚を伸ばし2着と好走した。
2023年シーズンは4戦するがいずれも着外に終わり、同年10月27日付けで競走馬登録を抹消され現役を引退した。引退後は生まれ故郷のレイクヴィラファームで繁殖牝馬となる。

## 競走成績
以下の内容は、JBISサーチおよびnetkeiba.comに基づく。
| 競走日     | 競馬場 | 競走名      | 格   | 距離（馬場）  | 頭 数 | 枠 番 | 馬 番 | オッズ （人気） | 着順 | タイム （上り3F） | 着差 | 騎手      | 斤量 [kg] | 1着馬（2着馬）       | 馬体重 [kg] |
| ---------- | ------ | ----------- | ---- | ------------- | ----- | ----- | ----- | --------------- | ---- | ----------------- | ---- | --------- | --------- | -------------------- | ----------- |
| 2020.10.25 | 新潟   | 2歳新馬     |      | 芝1600m（重） | 17    | 2     | 4     | 006.40（4人）   | 03着 | R1:40.1（35.9）   | -0.3 | 0丸田恭介 | 54        | エコロデイジー       | 422         |
| 0000.11.07 | 福島   | 2歳未勝利   |      | 芝1800m（良） | 16    | 3     | 5     | 005.70（2人）   | 01着 | R1:49.3（36.0）   | -0.2 | 0丸田恭介 | 54        | （コスモマイン）     | 418         |
| 2021.01.11 | 中山   | フェアリーS | GIII | 芝1600m（良） | 16    | 8     | 15    | 020.80（8人）   | 02着 | R1:34.8（35.2）   | -0.4 | 0丸田恭介 | 54        | ファインルージュ     | 420         |
| 0000.03.20 | 中山   | フラワーC   | GIII | 芝1800m（良） | 16    | 2     | 3     | 009.30（5人）   | 01着 | R1:49.2（35.4）   | -0.2 | 0丸田恭介 | 54        | （エンスージアズム） | 414         |
| 0000.04.11 | 阪神   | 桜花賞      | GI   | 芝1600m（良） | 18    | 8     | 17    | 111.4（16人）   | 09着 | R1:32.5（34.2）   | -1.4 | 0丸田恭介 | 55        | ソダシ               | 412         |
| 0000.09.11 | 中山   | 紫苑S       | GIII | 芝2000m（良） | 18    | 7     | 14    | 021.80（9人）   | 13着 | R1:59.4（33.4）   | -1.2 | 0丸田恭介 | 54        | ファインルージュ     | 436         |
| 0000.10.17 | 阪神   | 秋華賞      | GI   | 芝2000m（良） | 16    | 7     | 13    | 178.7（14人）   | 16着 | R2:04.5（37.8）   | -3.3 | 0丸田恭介 | 55        | アカイトリノムスメ   | 428         |
| 2022.07.30 | 新潟   | 関越S       | OP   | 芝1800m（良） | 18    | 1     | 1     | 087.0（12人）   | 05着 | R1:45.2（34.7）   | -0.4 | 0石橋脩   | 55        | イクスプロージョン   | 444         |
| 0000.10.23 | 新潟   | 新潟牝馬S   | OP   | 芝2200m（稍） | 14    | 8     | 13    | 011.80（6人）   | 02着 | R2:14.6（34.7）   | -0.1 | 0丸田恭介 | 55        | ホウオウエミーズ     | 444         |
| 2023.01.14 | 中京   | 愛知杯      | GIII | 芝2000m（重） | 15    | 4     | 6     | 023.70（9人）   | 11着 | R2:04.7（35.3）   | -1.6 | 0丸田恭介 | 55        | アートハウス         | 440         |
| 0000.04.22 | 福島   | 福島牝馬S   | GIII | 芝1800m（良） | 15    | 2     | 3     | 021.50（9人）   | 08着 | R1:48.3（34.6）   | -0.4 | 0丸田恭介 | 55        | ステラリア           | 442         |
| 0000.07.29 | 新潟   | 関越S       | OP   | 芝1800m（良） | 18    | 8     | 18    | 075.2（12人）   | 14着 | R1:45.8（34.5）   | -1.4 | 0丸田恭介 | 56        | ストーリア           | 442         |
| 0000.10.22 | 新潟   | 新潟牝馬S   | L    | 芝2200m（稍） | 13    | 6     | 8     | 018.90（9人）   | 05着 | R2:15.2（35.0）   | -0.4 | 0丸田恭介 | 56        | メモリーレゾン       | 444         |

## 血統表
| ホウオウイクセルの血統        | ホウオウイクセルの血統               | ホウオウイクセルの血統          | （血統表の出典）                | （血統表の出典）  |
| 父系                          | ミスタープロスペクター系             | ミスタープロスペクター系        | ミスタープロスペクター系        | [ § 2 ]           |
| 父 ルーラーシップ 2007 鹿毛   | 父の父キングカメハメハ 2001 鹿毛     | Kingmambo                       | Mr. Prospector                  | Mr. Prospector    |
| 父 ルーラーシップ 2007 鹿毛   | 父の父キングカメハメハ 2001 鹿毛     | Kingmambo                       | Miesque                         |                   |
| 父 ルーラーシップ 2007 鹿毛   | 父の父キングカメハメハ 2001 鹿毛     | *マンファス                     | *ラストタイクーン               | *ラストタイクーン |
| 父 ルーラーシップ 2007 鹿毛   | 父の父キングカメハメハ 2001 鹿毛     | *マンファス                     | Pilot Bird                      |                   |
| 父 ルーラーシップ 2007 鹿毛   | 父の母エアグルーヴ 1993 鹿毛         | *トニービン                     | *カンパラ                       | *カンパラ         |
| 父 ルーラーシップ 2007 鹿毛   | 父の母エアグルーヴ 1993 鹿毛         | *トニービン                     | Severn Bridge                   |                   |
| 父 ルーラーシップ 2007 鹿毛   | 父の母エアグルーヴ 1993 鹿毛         | ダイナカール                    | *ノーザンテースト               | *ノーザンテースト |
| 父 ルーラーシップ 2007 鹿毛   | 父の母エアグルーヴ 1993 鹿毛         | ダイナカール                    | シャダイフェザー                |                   |
| 母 メジロオードリー 2007 鹿毛 | 母の父スペシャルウィーク 1995 黒鹿毛 | *サンデーサイレンス             | Halo                            | Halo              |
| 母 メジロオードリー 2007 鹿毛 | 母の父スペシャルウィーク 1995 黒鹿毛 | *サンデーサイレンス             | Wishing Well                    |                   |
| 母 メジロオードリー 2007 鹿毛 | 母の父スペシャルウィーク 1995 黒鹿毛 | キャンペンガール                | マルゼンスキー                  | マルゼンスキー    |
| 母 メジロオードリー 2007 鹿毛 | 母の父スペシャルウィーク 1995 黒鹿毛 | キャンペンガール                | レディーシラオキ                |                   |
| 母 メジロオードリー 2007 鹿毛 | 母の母メジロドーベル 1994 鹿毛       | メジロライアン                  | アンバーシャダイ                | アンバーシャダイ  |
| 母 メジロオードリー 2007 鹿毛 | 母の母メジロドーベル 1994 鹿毛       | メジロライアン                  | メジロチェイサー                |                   |
| 母 メジロオードリー 2007 鹿毛 | 母の母メジロドーベル 1994 鹿毛       | メジロビューティー              | *パーソロン                     | *パーソロン       |
| 母 メジロオードリー 2007 鹿毛 | 母の母メジロドーベル 1994 鹿毛       | メジロビューティー              | メジロナガサキ                  |                   |
| 母系(F-No.)                   | デヴオーニア(USA)系(FN:10-ｄ)        | デヴオーニア(USA)系(FN:10-ｄ)   | デヴオーニア(USA)系(FN:10-ｄ)   | [ § 3 ]           |
| 5代内の近親交配               | ノーザンテースト 4 × 5 = 9.38％      | ノーザンテースト 4 × 5 = 9.38％ | ノーザンテースト 4 × 5 = 9.38％ | [ § 4 ]           |
| 出典                          | 1. 2. 3. 4.                          | 1. 2. 3. 4.                     | 1. 2. 3. 4.                     | 1. 2. 3. 4.       |